# Kentwood (Míchigan)
Kentwood es una ciudad ubicada en el condado de Kent en el estado estadounidense de Míchigan. En el Censo de 2010 tenía una población de 48707 habitantes y una densidad poblacional de 897,48 personas por km².

## Geografía
Kentwood se encuentra ubicada en las coordenadas 42°53′5″N 85°35′34″O / 42.88472, -85.59278. Según la Oficina del Censo de los Estados Unidos, Kentwood tiene una superficie total de 54.27 km², de la cual 54.14 km² corresponden a tierra firme y (0.24%) 0.13 km² es agua.

## Demografía
Según el censo de 2010, había 48707 personas residiendo en Kentwood. La densidad de población era de 897,48 hab./km². De los 48707 habitantes, Kentwood estaba compuesto por el 70.12% blancos, el 15.43% eran afroamericanos, el 0.41% eran amerindios, el 6.63% eran asiáticos, el 0.05% eran isleños del Pacífico, el 3.45% eran de otras razas y el 3.91% pertenecían a dos o más razas. Del total de la población el 8.46% eran hispanos o latinos de cualquier raza.